# Beguda

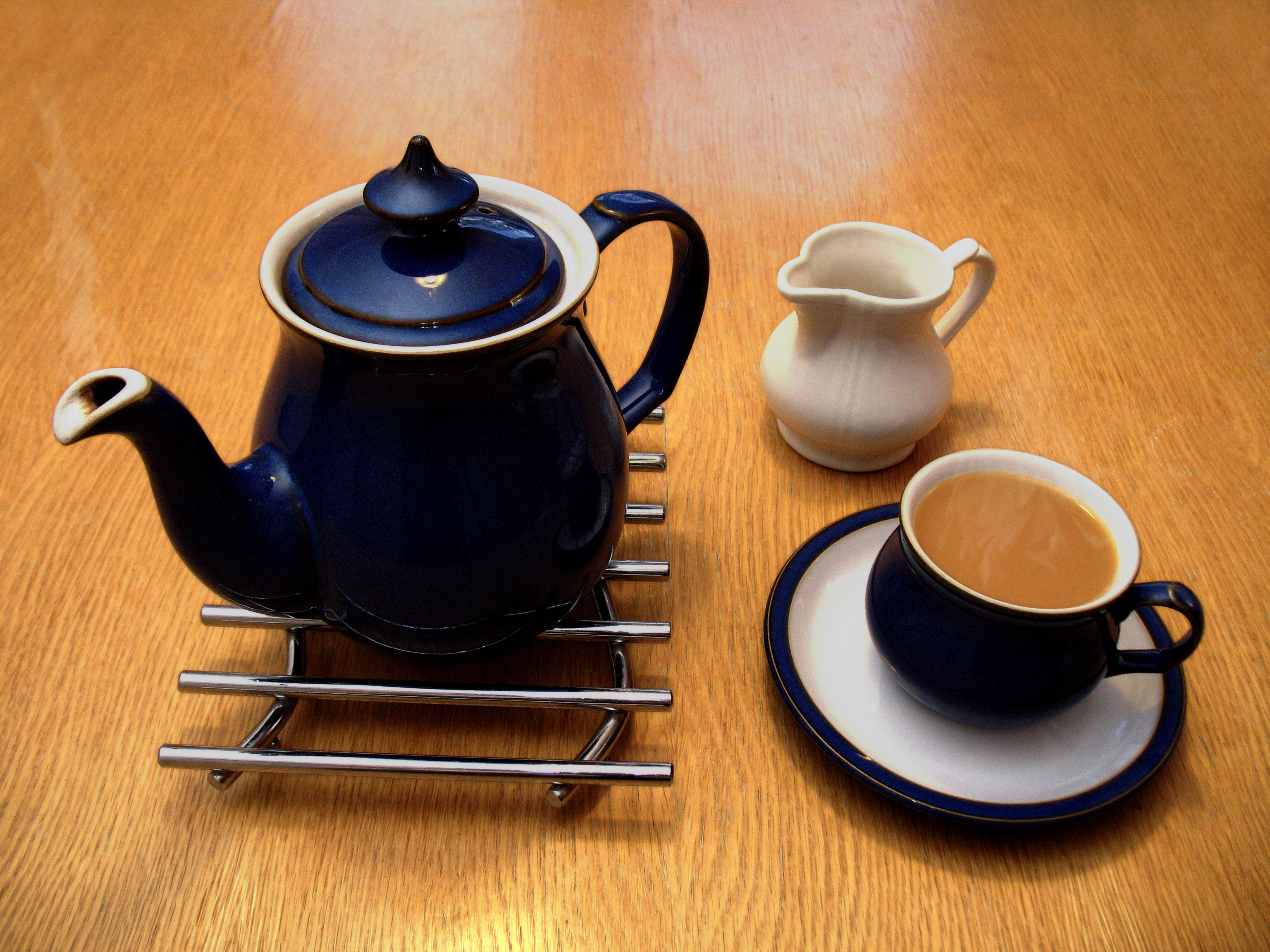
El te és la segona beguda més consumida al món, després de l'aigua.

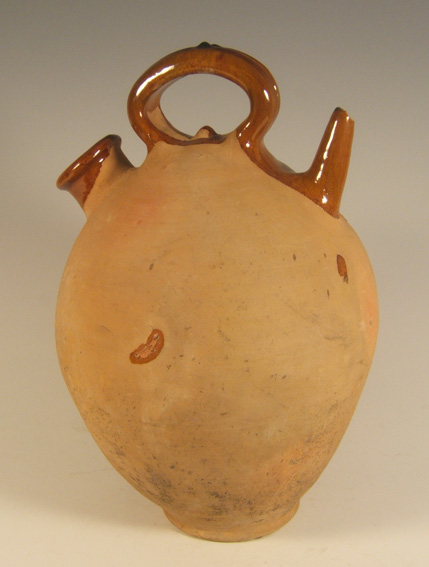
Càntir popular de La Bisbal d'Empordà

Per beguda s'entén qualsevol líquid habitualment destinat per beure. Sense deixar del tot de banda els mamífers i altres éssers vius, aquest article tracta de les begudes tradicionalment destinades al consum humà.
Al llarg de la vida una persona pot beure líquids molt diferents. Alguns són indispensables per a la vida i la seva ingesta es fa en quantitats importants. Altres líquids, tot i que no són necessaris per a la supervivència, es consumeixen també en proporcions notables. Finalment, hi ha begudes que només són ingerides de forma ocasional o en quantitats relativament reduïdes.

## Aigua
L'aigua és el líquid més consumit al món i el més necessari per a la supervivència. El cos humà està format per més d'un 70% d'aigua. Una persona ha d'ingerir entre dos i quatre litres d'aigua al dia per a mantenir-se en bones condicions, re-introduint al cos les quantitats perdudes per la suor, l'orina i els residus fecals. Una part d'aquesta aigua es beu directament en forma pura mentre que la resta pot ser reposada de manera indirecta, en estar inclosa en molts aliments.

### Documents
Considerant que els aspectes científics i tècnics sobre l'aigua estan tractats en l'article principal, la documentació següent està basada en les vessants gastronòmica, anecdòtica, artística i altres similars. La llista està ordenada cronològicament, de forma aproximada.
- c 30 dC. Jesús de Natzaret va demanar aigua del pou de Sicar a una samaritana.
- c.50. Plini el Vell va esmentar dos sistemes per a obtenir aigua potable a partir de la humitat del mar. El primer estava basat en exposar pells d'ovella amb llana a l'aire humit i aprofitar l'aigua condensada.[4] (Vegeu Atrapa-boires).
- c 400 dC. Segons declaracions de Benito Feijoo, en una carta a Hipàcia, Sinesi de Cirene va descriure un instrument (que anomenava hidròmetre) destinat a mesurar les densitats de les diverses aigües potables.
- 1303. Bernard de Gordon considerava poc saludable beure aigua de neu o aigua refredada amb neu.[5]
- 1697. Alfonso Limón Montero. Espejo cristalino de las aguas de España. Llibre que tracta de les aigües per a beure i banyar-se.[6]
- 1765. Benito Feijoo escrigué sobre les aigües i les seves qualitats. Ell mateix presumia de poder distingir les aigües pel tacte.[7]
- 1781. Tratado de las fuentes intermitentes.[8]
- 1842. Mariano José González Crespo. Tratado de varias aguas minero-medicinales de España.[9]
- 1855. Beure aigua com a cura. Diverses recomanacions.[10]

## Llet

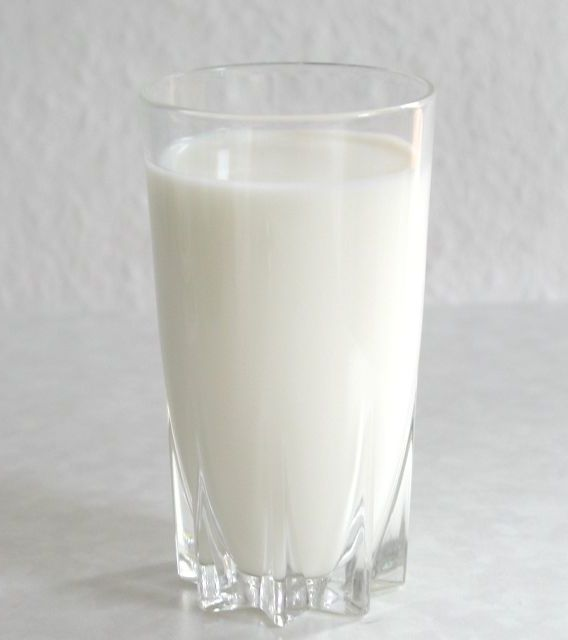
Got de llet.

La supervivència tradicional i recomanable d'un nadó es basa en mamar la llet materna. En la vida adulta hi ha grups humans que beuen molta llet i d'altres que no la tasten mai.

### Documents
- s. VIII aC ? Homer, en la Ilíada parlava del costum dels escites (hipomolgos, munyidors d'egues) d'alimentar-se de la llet de les egües.[11][12]
- 538- 330 aC. El Llibre de Job parla de la llet de camell.[13]
- 1548. Thomas Muffett. Aconsellava als malalts beure llet humana o de burra.[14]
- 1660-69. Samuel Pepys, en el seu dietari, va anotar una frase del doctor Whistler sobre la llet de burra.[15]
- 1869-70. Jules Verne, en la novel·la Vint mil llegües de viatge submarí, parla de la llet de balena com a apta per al consum humà.[16]

## Vi
La literatura sobre el vi és molt extensa i impossible de resumir.

### Documents
- c 1490. Manuscrit 754 de la Biblioteca de Catalunya.[17][18]

| «                                      | E cascú pot plantar vinya axí com Noè. Tothom qui vol plantar vinya deu podar los mayols que deu metra en luna vella, ço és passada la plena hun dia o dos, com pus prop més ne val... | » |
| — Tractat manuscrit sobre agricultura. | |   |

### Refranys sobre el vi
- “El vi nou s'ha de posar en bots nous, i així es conserven bots i vi”.[19]
- "La carn fa carn i el vi fa sang".
- "Pa mudat i vi usat".
- “El vi fa sang i l'aigua fang”.[20]

## Cervesa
Històricament, la cervesa ja era coneguda pels sumeris, egipcis, mesopotàmics i ibers, en dates que es remunten pel cap baix al 6000 aC.

### Documents
- c 1750 aC. El Codi de Hammurabi recull algunes lleis relacionades amb la cervesa.[23]
- 1668. Nicolaas de Graaff fou un cirurgià naval holandès que va realitzar diverses exploracions i escrigué sobre els seus viatges. En una traducció al francès de la seva expedició a Índia, s'explica la rutina alimentària de les tripulacions dels vaixells holandesos de l'època.[24]

| «                     | ... (En un vaixell) Mentre dura la cervesa la gent beu cervesa. Quan s'acaba la cervesa cada persona rep un pot d'aigua al dia. Quan cal racionar l'aigua la quantitat diària és menor... | » |
| — Nicolaas de Graaff. | |   |

## Cafè
Segons una llegenda, repetida sota diverses variants, les propietats estimulants del cafè foren descobertes per culpa de les cabres d'un pastor etíop (pastor o dervíx).

### Documents
- 1645. El primer cafè documentat (cafè en el sentit de local on es serveix cafè preparat per a beure) a Europa se situa a Venècia.[26]
- 1728. Cafè Blue Mountain.[27]
- 1750. L'italià Andrea Caponata va obrir el primer cafè de Barcelona.[28]
- 1803. La pollacra La Purísima Concepción, procedent de La Guaira i capitanejada per Joan Mayol, recala a Cádiz amb càrrega d'anyil, cacau, cafè i cotó. Les destinacions eren Màlaga, Barcelona i Mallorca.[29]
- 1970? El kopi luwak o cafè de civeta és el cafè més car del món. En teoria els grans han passat pel tracte digestiu d'una civeta salvatge i s'han recollit després d'una cerca llarga i difícil. Algunes persones han denunciat que hi ha granges de civetes, en les quals els pobres animals són obligats a menjar, únicament, baies de cafè. En estat salvatge, les baies de cafè són una petita part de la dieta. El resultat són animals engabiats, que pateixen malnutrició i que emmalalteixen amb facilitat. Un veritable cas de crueltat animal per culpa de l'afany de lucre.[30][31]
- El port de Barcelona és l'únic port de l'estat espanyol on es descarrega cafè. A més, és l'únic port del Mediterrani amb una terminal de cafè homologada per l'organisme New York Trade Board.[32]

## Te

### Documents
- 1773. Motí del te de Boston (Boston Tea Party).[33]
- 1876. Basil Lubbock, en la seva obra The China Clippers, detallava la cursa del te en clípers famosos (Com l'Ariel, el Cutty Sark i el Thermopylae). També informava dels paquets de te, de l'estiva i de la capacitat d'aquells vaixells.[34][35]
- 1890. Segons una referència, Thomas Lipton fou el primer en comercialitzar el te en petits paquets preparats.[36]
- 1908. Segons una altra referència fou Thomas Sullivan qui va inventar les bossetes de te.[37]

## Cacau, xocolata

### Documents
- 1775. Juan Bautista de Anza va comandar una expedició, amb 240 viatgers, des de Tubac fins a Monterrey. La durada prevista era de 100 dies. Entre els queviures es va emportar set roves de xocolata (175 lliures), amb un cost de 3,75 reales per arrova.[38]
- 1825. Jean Anthelme Brillat-Savarin, en la seva obra Physiologie du Goût, recomanava una recepta de xocolata aromatizada amb ambre. L'anomenava “xocolata per als deprimits”, pels efectes suposadament curatius sobre les persones amb malenconia.[39]

## Sidra

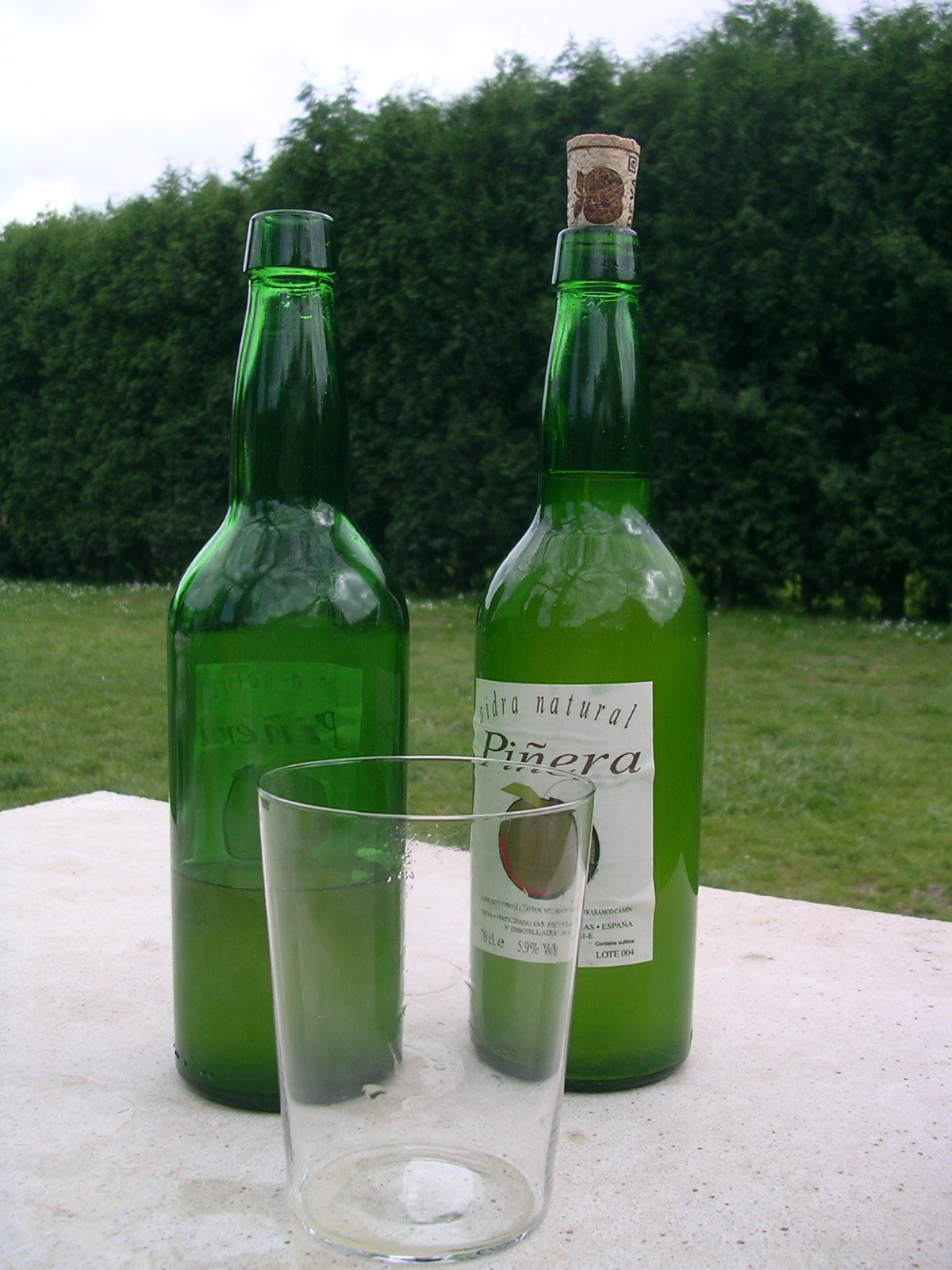
Sidra Natural d'Astúries

### Documents
- 1678. John Worlidge. Vinetum Britannicum: Or a Treatise of Cider and Other Wines and Drinks.[40]
- 1834. L.F. Dubief. Manuel théorique et pratique du fabricant de cidre et de poiré.[41]

## Sucs de fruita i de verdures

### Documents
- c 1600. Luis de Góngora y Argote. En una "letrilla" parla de la taronjada.[42]

| «                  | ... Traten otros del gobierno del mundo y sus monarquías, mientras gobiernan mis días mantequillas y pan tierno, y las mañanas de invierno naranjada y aguardiente, y ríase la gente ... | » |
| — Luís de Góngora. | |   |

## Begudes alcohòliques per fermentació
A més del vi, la cervesa, la sidra i l'aiguamel hi ha altres begudes alcohòliques que són el resultat d'una fermentació.
- Kumis
- Sake
- Chicha

## Begudes alcohòliques destil·lades
La llista de licors destil·lats és molt llarga.
- Aiguardent
- Conyac
- Armanyac (beguda)
- Calvados (licor)
- Anís (licor)
- Patxaran
- Ratafia
- Rom
- Chartreuse (licor)
- Bénédictine
- Cointreau
- Ginebra (licor)
- Aromes de Montserrat
- Pisco (licor)
- Pastís (licor)
- Vodka
- Àrac
- Arrack[43]

## Begudes carbonatades
- Gasosa
- Beguda de cola

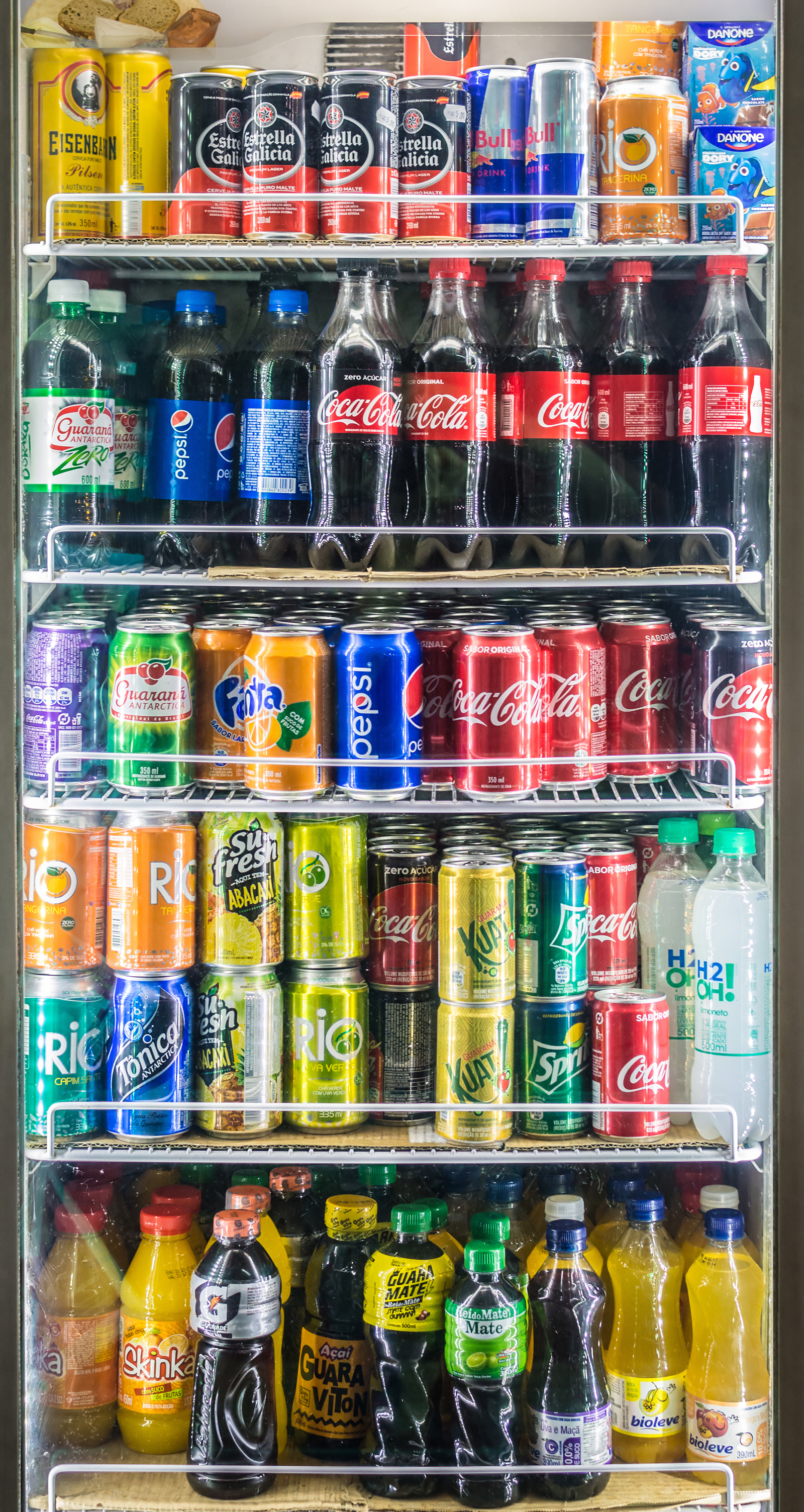
Refrigerador ple de begudes variades amb gas

Begudes carbonatades amb suc de fruita (Fanta, Mirinda, Crush, Trina…)

## Altres begudes
- Aigua i llet de coco[44][45]
- mate[46]
- Orxata
- Aigua d'ordi, ordiat o aigua de civada
- Aiguamel[47][48]
- Cervesa de gingebre (ginger beer)
- Brous i consomés
- Llet d'ametlles
- Kava[49][50]

## La beguda de l'Olimp
Els deus de l'Olimp bevien nèctar, una beguda mitològica que ajudava a mantenir-los immortals.